# Dsmitryj Platnizki

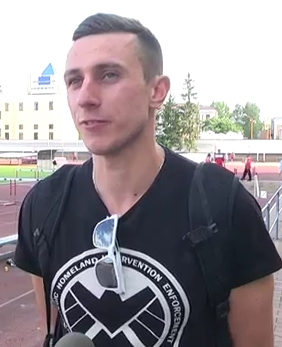
Dsmitryj Platnizki (Mai 2017)

Dsmitryj Platnizki (belarussisch Дзмітрый Платніцкі, engl. Transkription Dzmitryy Platnitski; * 26. August 1988 in Brest) ist ein belarussischer Dreispringer.
2007 gewann er Bronze bei den Junioreneuropameisterschaften in Kaunas.
Bei den Olympischen Spielen 2008 in Peking und bei den Europameisterschaften 2010 in Barcelona schied er in der Qualifikation aus.
2012 wurde er Siebter bei den Europameisterschaften in Helsinki und Zwölfter bei den Olympischen Spielen in London.
Bei den Europameisterschaften 2014 in Zürich wurde er Elfter und bei den Halleneuropameisterschaften 2015 in Prag Siebter.

## Persönliche Bestleistungen
- Dreisprung: 16,91 m, 22. Mai 2010, Brest
  - Halle: 16,65 m, 20. Februar 2015, Mahiljou